# Titanocène
Le titanocène est un composé organométallique du titane appartenant à la famille des métallocènes et de formule chimique (η5-C5H5)2Ti. L'existence du titanocène sous la forme de monomère à l'état solide n'a pas été démontrée à ce jour, mais des dérivés substitués, tel que le décaméthyltitanocène (Ti(Cp*)2) existent. Comme pour tous les autres métallocène, l'atome central métallique, ici le titane, est à l'état d'oxydation +II. De ce fait, le complexe titanocène possède seulement 14 électrons de valence, et est donc un puissant oxydant.

## Structure
Avec seulement 14 électrons de valence, le titanocène manque de quatre électrons pour avoir une configuration stable, et a donc tendance à se stabiliser en formant des complexes dimériques, incluant des liaisons avec des atomes d'hydrogène. Les deux liaisons hydrogène avec les deux atomes de titane forment ainsi un système à trois centres et deux électrons, tandis que deux ligands cyclopentadiényle forment un fulvalènediényle, formant ainsi un complexe à 16 électrons de valence.

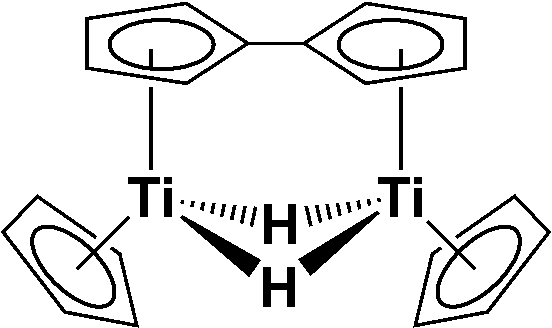
Dimère du titanocène

## Synthèse
Le titanocène peut être synthétisé par réaction entre le sodium et le dichlorure de titanocène.
Cp2TiCl2 + 2 Na → Cp2Ti + 2 NaCl
Parmi d'autres synthèses possibles, on peut citer la thermolyse du dicyclopentadiényldiphényltitane (Cp2Ti(C6H6)2) ou du dicyclopentadiényldiméthyltitane (Cp2Ti(CH3)2) (Cp=Cyclopentadiényle).